# Charlie Bone
Charlie Bone ist eine Fantasy-Romanreihe der britischen Kinderbuch-Autorin Jenny Nimmo; der englische Reihentitel ist Children of the Red King (deutsch: Kinder des Roten Königs).
In acht Bänden erzählt Nimmo die Abenteuer des Titelhelden Charlie Bone, der in einem Internat für „sonderbegabte“ und normale Kinder seine magischen Fähigkeiten entwickelt. Die Übersetzungen ins Deutsche stammen von Cornelia Holfelder-von der Tann (Band 1 bis 5), Caroline Fichte (Band 6) und Christa Broermann (Band 7 und 8).

## Handlung
Als die Handlung des ersten Bandes einsetzt, ist Charlie Bone noch ein sehr normaler Junge. Er lebt im Haus gegenüber dem seines besten Freundes Benjamin und von dessen Hund Runnerbean.
Charlie Bones Leben ändert sich schlagartig, als er herausfindet, dass er Nachfahre eines Magiers ist, des aus Afrika stammenden Roten Königs. Er hat, wie viele in seiner Familie, eine besondere Begabung von ihm geerbt: Sobald er ein Foto oder Gemälde betrachtet, kann er die Gespräche der dort abgebildeten Personen sowie die sie umgebenden Geräusche hören. Später entdeckt er, dass er auch in die Bilder hineinreisen oder Gegenstände daraus mitnehmen kann. Seine Großmutter und ihre Schwestern, die anders als seine Mutter auch Nachfahren des Roten Königs sind, haben schon lange auf das Erscheinen seiner Gabe gewartet und schicken ihn umgehend zur Bloor-Akademie. Auf diesem Internat werden Schüler mit besonderen Fähigkeiten in Kunst, Musik und Theater unterrichtet, aber auch „Sonderbegabte“ wie Charlie.
Dort findet er mehr und mehr über seinen verschwundenen Vater heraus und erlebt mit seinen alten und neuen Freunden, von denen einige ebenfalls eine besondere Begabung haben, gefährliche Abenteuer. Dabei findet er wahre Freunde und auch Feinde, wie beispielsweise den Direktor der Akademie, seinen Sohn und dessen Urgroßvater Ezekiel Bloor.

## Charaktere
Charlie Bone (* 1992) ist Hauptcharakter der Reihe. Seine Gabe, die er am Anfang des ersten Bandes entdeckt, ist es, Stimmen auf Fotos und Gemälden zu hören. Mit der Zeit entwickelt er diese Gabe weiter und kann Bilder sogar betreten und mit den darauf Abgebildeten sprechen. Als Darkwood ist er Nachkomme des roten Königs, mütterlicherseits stammt er von einem walisischen Zauberer ab und kann daher dessen mächtigen Zauberstab benutzen. Als er von seiner Großmutter Grizelda Bone auf die Bloor-Akademie geschickt wird, steckt man ihn in den Musikzweig, da sein verschollener Vater ein begabter Pianist war. Im Kampf gegen die Bloors und seine Großtanten begibt er sich immer wieder in Gefahr, wird aber von seinen Freunden unterstützt. Seine Familie entstammt der Amoret. Sie war die zehnte Tochter des roten Königs und seiner Frau, Königin Berenice.
Paton Darkwood (* 1957) ist Charlies Großonkel. Er ist seinen vier älteren Schwestern verhasst und unterstützt Charlie mit seinem Wissen über den Roten König bei dessen Vorhaben. Er hat die Gabe, elektrische Leitungen überspannen zu können und Fenster splittern zu lassen. Da er oft Glühlampen zum Platzen bringt, vermeidet er es, tagsüber aus dem Haus zu gehen. Fast sein ganzes Leben arbeitet er schon an einem Buch über seine Vorfahren und den Roten König. Er ist in die Buchhändlerin Julia Ingledew verliebt und ist daher auch oft in der Buchhandlung zu finden. Am Ende des letzten Bandes heiratet er Miss Ingledew schließlich.
Amy (* 1967) und Maisie Jones (* 1935) sind Charlies Mutter und Großmutter und leben mit ihm, Paton Darkwood und Grizelda Bone in der Filbert Street Nummer neun. Amy ist Gemüse- und Obstverkäuferin, Maisie kocht und putzt daheim und streitet andauernd mit Charlies anderer Großmutter.
Lyell Bone (* 1962) ist Charlies Vater, ein begabter Klavierspieler und Organist, ist aber seit Charlies zweitem Lebensjahr verschwunden. Angeblich kam er bei einem Autounfall ums Leben. In Wirklichkeit wurde er von Manfred Bloor hypnotisiert und als merkwürdiger Klavierlehrer an der Bloor Akademie getarnt. Später kann Charlie seinen Vater retten.
Grizelda Bone (* 1937) ist Charlies gemeine und starrsinnige Großmutter. Sie überwacht ihren Enkel und sie ist es, die ihn auf die Bloor's Akademie schickt, als er seine Gabe entdeckt.
Lucretia (* 1942), Eustacia (* 1947) und Venetia (* 1952) Darkwood sind Charlies Großtanten. Wie ihre Schwester Grizelda sind sie böse und schrecken vor keiner üblen Tat zurück. Lucretia ist nicht sonderbegabt und ist Hausmutter an der Bloor-Akademie. Eustacia ist Hellseherin. Venetia, die durchtriebenste, ist Schneiderin magischer Kleidungsstücke. Später heiratet sie, nur um den sonderbegabten Sohn des Bräutigams, Eric Shellhorn, für sich zu gewinnen.
Benjamin Brown ist Charlies Nachbar und bester Freund. Er ist sehr schüchtern und weinerlich und hat einen Hund namens Runnerbean. Da seine Eltern sehr beschäftigte Detektive sind, ist Benjamin oft alleine zu Hause. Er geht nicht auf die Bloor-Akademie.
Fidelio Gunn geht wie Charlie auf die Bloor-Akademie. Im Gegensatz zu Charlie ist er musikalisch hochbegabt und beherrscht mehrere Instrumente. Seine riesige ebenfalls musikalische Familie stammt nicht vom Roten König ab. Er ist Charlies erster Freund an der Akademie und hilft Charlie bei seinen Vorhaben durch seinen klaren Verstand. Er hat seine Ohren überall.
Emma Tolly (Emilia Moon) ist ein sonderbegabtes Mädchen, das Charlie und seine Freunde aus einer Trance befreien. Schon als Baby wurde sie von den Bloors gestohlen, von Manfred hypnotisiert und unter dem Namen Emilia in die Obhut der Moons übergeben. Sie ist eine begabte Zeichnerin und lebt nach ihrer Befreiung bei ihrer Tante Julia Ingledew, die eine Buchhandlung besitzt. Sie kann fliegen und sich in einen Vogel verwandeln. Sie ist in Tancred Torsson verliebt.
Lysander Sage ist ein Jahr älter als Charlie, groß gewachsen und von afrikanischer Abstammung. Er ist ein begabter Bildhauer und kann die mächtigen Geister seiner Ahnen heraufbeschwören, die ihm und vor allem Charlie immer wieder aus der Patsche helfen.
Tancred Torsson ist der beste Freund von Lysander und ebenfalls auf dem Kunstzweig des Bloors. Er ist sehr aufbrausend und hat die Gabe, Regen, Sturm, Wind und Schnee heraufbeschwören zu können. Er ist in Emma Tolly verliebt. Er hatte eine kurzzeitige Beziehung mit Tracy Morsell.
Olivia Vertigo ist so alt wie Charlie und Schauspielerin. Sie fällt vor allem durch ihre bunten Haarkreationen und Highheels auf. Zunächst ist sie nicht sonderbegabt, entdeckt aber mit der Zeit, dass sie Illusionen heraufbeschwören kann. Sie stammt von Guanhamara ab, die aus der Burg des Roten Königs floh und einen italienischen Prinzen heiratete.
Billy Raven ist ein Waisenjunge, der seit einigen Jahren auf dem Bloor lebt. Er ist ein Albino und kann mit Tieren sprechen. Sein größter Wunsch ist es, adoptiert zu werden, wofür er sogar Charlie und seine Freunde bespitzelt. Er stammt von Amadis ab, welchem das Spiegelschloss gehörte. Somit ist Billy auch der rechtmäßige Besitzer des Spiegelschlosses.
Gabriel Silk ist ein begabter Klavierspieler und dazu sonderbegabt. Er kann Gedanken und Gefühle anderer wahrnehmen, wenn er deren Kleidungsstücke anzieht. Seine Familie hütet schon seit Jahrhunderten den Umhang des Roten Königs.
Orvil Onimous ist ein kleiner nagetierähnlicher Mann. Er ist sonderbegabt und besitzt mit seiner riesigen Frau Onoria ein kleines Cafe namens Zum glücklichen Haustier, ein Cafe für Mensch und Tier. Dazu hilft er den „Flammen“, drei magischen Katzen, bei Dingen, die man nur als Mensch machen kann.
Julia Ingledew besitzt eine alte Buchhandlung nahe der Kathedrale und ist die Tante Emma Tollys, die bei ihr wohnt. Sie hat alle Bücher ihrer Buchhandlung gelesen und weiß daher eine Menge über die Stadt. Sie ist in Paton Darkwood verliebt.
Ezekiel (Zeki) Bloor (* 1902) ist Großvater des Schulleiters Harald Bloor und somit Urgroßvater Manfreds. Er ist ein miserabler Zauberer und sitzt meist in einem Zimmer des Westflügels des Akademiegebäudes, wo er den Versuch seines Großvaters Bertrams, einen künstlichen Menschen herzustellen, fortsetzt. Er ist schon über hundert und sein Gesicht ähnelt einem Totenschädel, dazu sitzt er im Rollstuhl, da Charlies Vater Lyell Bone ihn einst auf das Straßenpflaster stieß.
Manfred Bloor (* 1985) ist der Sohn des Direktors der Bloor-Akademie. Er kann Leute hypnotisieren, verliert diese Gabe aber und entwickelt die seines Vorfahren Borlath, die Macht über das Feuer. Zunächst ist er Schüler, bleibt aber nach seinem Abschluss am Bloor's. Er stammt von Borlath, dem ältesten und grausamsten Sohn des roten Königs, ab.
Asa Pike ist Manfred Bloor ergeben und führt seine Befehle auf Schritt und Tritt aus. In der Nacht verwandelt er sich in ein wolfsähnliches Untier. Zunächst ist er gegen Charlie doch später hilft er Charlie, dessen Vater zu befreien. Dafür wird er von den Bloors eingesperrt, kann aber wieder befreit werden.
Dorcas Loom ist sonderbegabt, ihre Gabe, magische Kleidungsstücke zu schneidern, bleibt anfangs aber noch im Dunkeln. Bis sie Yolanda Darkwood begegnet ist, war sie fröhlicher.
Inez und Idith Branko sind Zwillinge und beherrschen Telekinese, das heißt, sie können Gegenstände durch Gedankenkraft bewegen. Sie sind entfernt mit Zelda Dobinski verwandt, die die Bloor-Akademie verlassen hat.
Joshua Tilpin hat magnetische Kräfte, zieht also Gegenstände sowie Menschen an. Er ist der Sohn der Hexe Titania Tilpin, die sich anfangs als nette Musiklehrerin Miss Crystal tarnt. Er stammt von Lilith, der ältesten Tochter des Roten Königs, und ihrem Gemahl, dem bösen Betörer Harken, ab.
Eric Shellhorn kann steinerne Statuen zum Leben erwecken.
Dagbert Endlos ist Sohn von Lord Grimwald, einem Ertränker, dessen Gabe er auch geerbt hat. Als er neu auf die Schule kommt, klebt er wie eine Klette an Charlie und vertreibt dessen Freunde. Seine Mutter nahm das Gold aus den Zähnen von Ertrunkenen und fertigte daraus sieben Talismane. Als Tancred Torsson Dagbert seine Seegoldgeschöpfe entwendet, versucht er ihn zu ertränken, aber Emma rettet Tancred.
Beth Strong und Zelda Dobinski sind ehemalige Schülerinnen des Bloors, beide beherrschen die Telekinese.
Bindi Loom war eine Freundin Olivias. Sie verlässt die Bloor-Akademie nach dem zweiten Buch.
Naren Bloor kann nachts, wenn das Fenster offen steht, kleine Schattenmänner heraufbeschwören, die sich in Buchstaben verwandeln.
Una Onimous kann sich unsichtbar machen.

## Werke
Die deutschen Ausgaben der Bücher erschienen im Ravensburger-Verlag. Charlie Bone und der scharlachrote Ritter ist am 1. Februar 2010 erschienen. Laut Angaben auf Jenny Nimmos Homepage ist dies auch der letzte Band. Sämtliche bisher auf Deutsch erschienene Bücher sind ebenfalls als autorisierte Lesefassung bei der Hörcompany erschienen, gelesen von Peter Lohmeyer. Die Originalversionen (Großbritannien) erscheinen bei Egmont UK. Der erste bis fünfte Band wurden von Cornelia Holfelder-von der Tann, der sechste Band von Caroline Fichte und der siebte und achte von Christa Broermann übersetzt.
| deutsch - Charlie Bone und das Geheimnis der sprechenden Bilder. 2003, ISBN 3-473-34427-3. - Charlie Bone und die magische Zeitkugel. 2004, ISBN 3-473-34443-5. - Charlie Bone und das Geheimnis der blauen Schlange. 2005, ISBN 3-473-34470-2. - Charlie Bone und das Schloss der tausend Spiegel. 2006, ISBN 3-473-34476-1. - Charlie Bone und der rote König. 2006, ISBN 3-473-34484-2. - Charlie Bone und das magische Schwert. 2008, ISBN 978-3-473-34723-0. - Charlie Bone und der Schattenlord. 2009, ISBN 978-3-473-34967-8. - Charlie Bone und der scharlachrote Ritter. 2010, ISBN 978-3-473-34784-1. | englisch - Midnight for Charlie Bone. 2002, ISBN 1-4052-2543-2. - Charlie Bone and the Time Twister. 2002, ISBN 1-4052-2544-0. - Charlie Bone and the Blue Boa. 2004, ISBN 1-4052-2545-9. - Charlie Bone and the Castle of Mirrors. 2005, ISBN 1-4052-2465-7. - Charlie Bone and the Hidden King. 2006, ISBN 1-4052-2820-2. - Charlie Bone and the Wilderness Wolf. 2007, ISBN 978-1-4052-3317-0. - Charlie Bone and the Shadow of Badlock. 2008, ISBN 978-1-4052-4586-9. - Charlie Bone and the Red Knight. 2009, ISBN 978-1-4052-4823-5. |

Unter dem Namen Timoken erschien unter anderem auch die Vorgeschichte: "Timoken und der Trank der Unsterblichkeit"
In den USA erscheinen die Bücher bei Orchard Books. Diese unterscheiden sich durch Cover und zum Teil auch durch den Titel von den UK-Ausgaben.
Von einer Titeländerung betroffen sind der dritte, sechste und siebte Band.
- Charlie Bone and the Invisible Boy. 2004, ISBN 0-439-54526-9.
- Charlie Bone and the Beast. 2007, ISBN 978-0-439-84665-3.
- Charlie Bone and the Shadow. 2008, ISBN 978-0-439-84669-1.

Der achte Band, Charlie Bone and the Red Knight. ISBN 978-0-439-84672-1 erschien in den USA am 4. Mai 2010.